# Province de Huancané
La province de Huancané (en espagnol : Provincia de Huancané) est l'une des treize provinces de la région de Puno, au sud du Pérou. Son chef-lieu est la ville de Huancané.

## Géographie
La province couvre une superficie de 2 805,85 km2. Elle est limitée au nord par la province de San Antonio de Putina, à l'est par la Bolivie, au sud par la province de Moho, la province de Puno et le lac Titicaca, et à l'ouest par la province d'Azángaro et la province de San Román.

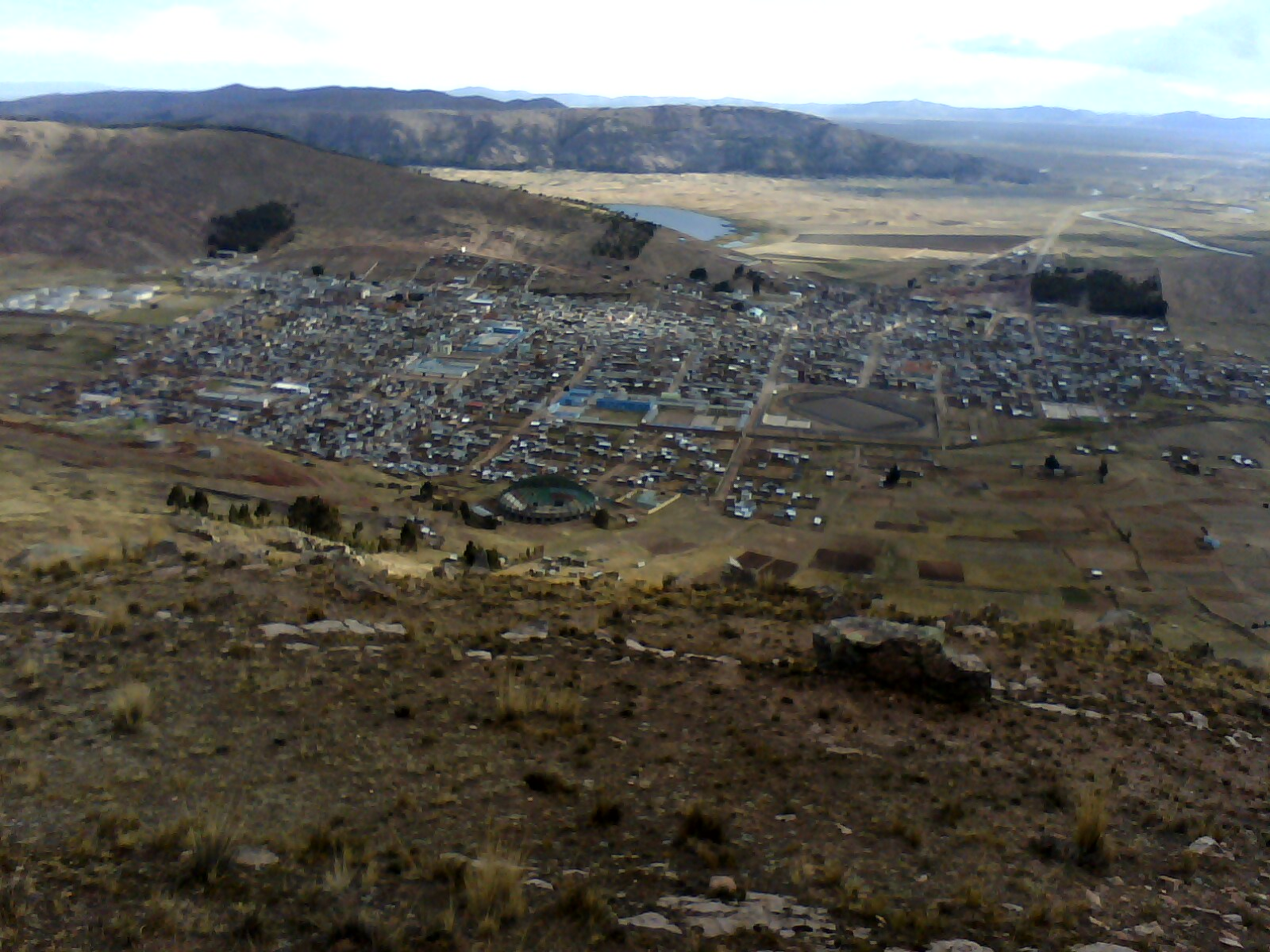
Huancané

## Population
La province comptait 91 579 habitants en 2005.

## Subdivisions
La province de Huancané est divisée en huit districts :
- Cojata
- Huancané
- Huatasani
- Inchupalla
- Pusi
- Rosaspata
- Taraco
- Vilque Chico